# Оберштауфен
Оберштауфен (нем. Oberstaufen, бав. Obastaffa) — ярмарочная община в Германии, в земле Бавария.
Община расположена в правительственном округе Швабия в районе Верхний Алльгой. Население составляет 7164 человека (на 31 декабря 2010 года). Занимает площадь 125,84 км².
В городе ежегодно в сентябре проводится красочный праздник «Viehscheid» или Альмабтриб — праздник отгона скота с альпийских пастбищ, который привлекает много туристов.

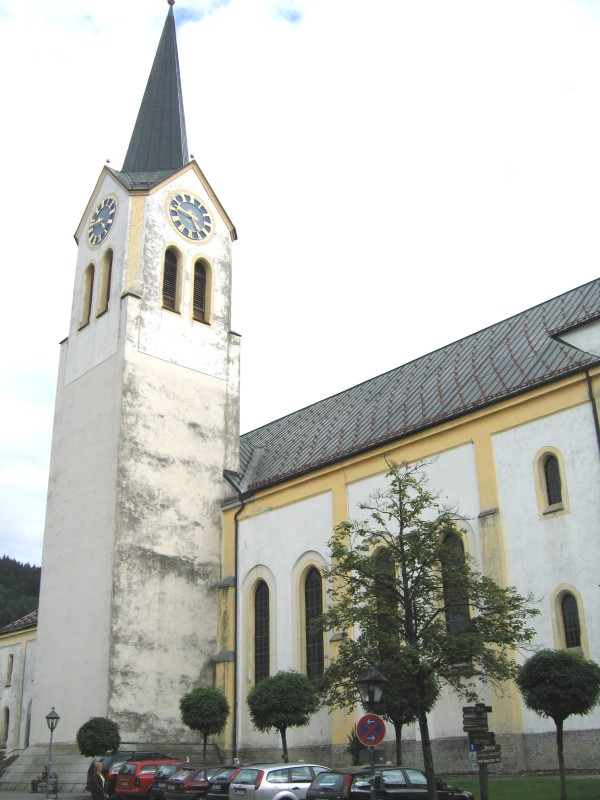
Оберштауфен

## География
Оберштауфен расположен на европейском водоразделе между водосборными бассейнами Рейна и Дуная.

## Части сообщества
Смотрите также: Систематическая классификация приходов Оберштауфена
Всего 44 района (в скобках указан тип населенного пункта):

## Население
По оценке на 31 декабря 2015 года население общины Оберштауфен составляет 7547 чел. 

| Дата      | 1840 | 1871 | 1900 | 1925 | 1939 | 1950 | 1961 | 1970 | 1987 | 2011 |
| --------- | ---- | ---- | ---- | ---- | ---- | ---- | ---- | ---- | ---- | ---- |
| Население | 3225 | 3421 | 3662 | 4475 | 4343 | 6756 | 5606 | 5962 | 6461 | 7172 |

| Год       | 1960 | 1970 | 1980 | 1990 | 2000 | 2009 | 2010 | 2011 | 2012 | 2013 | 2014 | 2015 |
| --------- | ---- | ---- | ---- | ---- | ---- | ---- | ---- | ---- | ---- | ---- | ---- | ---- |
| Население | 5741 | 6035 | 6395 | 6688 | 7083 | 7225 | 7164 | 7196 | 7250 | 7339 | 7409 | 7547 |